# Списак појмова из хиндуизма
Списак појмова из хиндуизма, са њиховим значењем.

## Свети списи
- Атарванаведа - једна од четири Веде.
- Багавад-гита (भगवद् गीता ) - део епа Махабхарате.
- Веда (वेद) - Древни хиндуистички списи за које се верује да се божанског порекла. Постоје четири Веде: Ригведа, Самаведа, Јајурведа и Атарванаведа.
- Ајурведа - једна од четири Веде.
- Махабхарата (महाभारत)
- Рамајана (रामायण)
- Ригведа (ऋग्वेद) - једна од четири Веде.
- Самаведа - једна од четири Веде.
- Смритије
- Шастре - Свети списи
- Шрути (श्रुति) - Списи Хиндуизма. Верује се да немају аутора; сматра се да су речи апсолутне истине.

## Божанства
- Брахма (ब्रह्‍मा)
- Варуна (वरुण) - Бог неба и кише, као и закона и подземног света.
- Вишну (विष्‍णु)
- Ганеша (गणेश) - Бог добре среће. Често представљен са главом слона.
- Гаруда (गरुड) - Велика митска птица или птицолико биће. Појављује се и у хиндуизму и у будизму.
- Гаури (गौरी)
- Камадева (कामदेव) - Бог љубави. Представљено је као леп крилати младић са луком у стрелама.
- Кали (कलि) - Демон уништења.
- Картикеја (कार्तिकेय)
- Лакшми (लक्ष्मी) - Богиња напретка, богатства и добре среће.
- Парвати (पार्वती) - Богиња љубави.
- Сарасвати (सरस्वती)
- Сурија (सूर्य) - Сунчево божанство.
- Хануман (हनुमान)
- Шакти (शक्‍ती)
- Шива (शिव) - Бог-уништитељ.

### Вишнуови аватари
1. Матсја - риба
2. Курма - корњача
3. Вараха - вепар
4. Нарасимха - човек-лав
5. Вамана - патуљак
6. Парашурама - Рама са секиром
7. Рама - принц и краљ
8. Кришна (कृष्‍ण) - Осми Вишнуов аватар, и један од најпоштованијих. Познат по својим лекцијама које је Арђуни давао у Багавад-гити.
9. Баларама - Кришнин брат
10. Калки
11. скривени аватар

## Остало
- Аватар
- Арђуна (अर्जुन) - Име стрелца који се појављује у Махабхарати.
- Бхагаван (भगवान) - Свевишњи Господ
- Ваишнаизам - Хиндуистичка вера оних који обожавају Бога Вишнуа и његове аватаре.
- Варнашрама
- Варнашрама-дхарма
- Веданта - Школа Индијске мисли која је означила крај ведског доба.
- Дхарма (धर्म) - Морална начела. Означава онога ко је праведан.
- Јога (योग) - Вештина у деловању. Назив је и за физичке вежбе које укључују тело и ум.
- Јоги (योगी) - Онај ко практикује Јогу.
- Карма (कर्म)
- Мантра (मंत्र)
- Мокша (मोक्ष)
- Параматма - Врховна душа, Над-душа или Бог
- Санатана-дхарма - Буквално: религија вечности